# Arguisuelas
Arguisuelas ist ein Ort und eine zentralspanische Gemeinde (municipio) mit 129 Einwohnern (Stand: 2024) im Norden der Provinz Cuenca in der Autonomen Region Kastilien-La Mancha. 

## Lage und Klima
Arguisuelas liegt auf der Westseite des Iberischen Gebirges in einer Höhe von ca. 1020 m. Die Provinzhauptstadt Cuenca befindet sich gut 40 Kilometer (Fahrtstrecke) nordwestlich. Das Klima im Winter ist gemäßigt, im Sommer dagegen warm bis heiß. Regen (ca. 482 mm/Jahr) fällt das ganze Jahr über.

## Bevölkerungsentwicklung
| Jahr      | 1970 | 1981 | 1991 | 2001 | 2011 | 2021 |
| Einwohner | 352  | 284  | 213  | 206  | 149  | 136  |

## Sehenswürdigkeiten

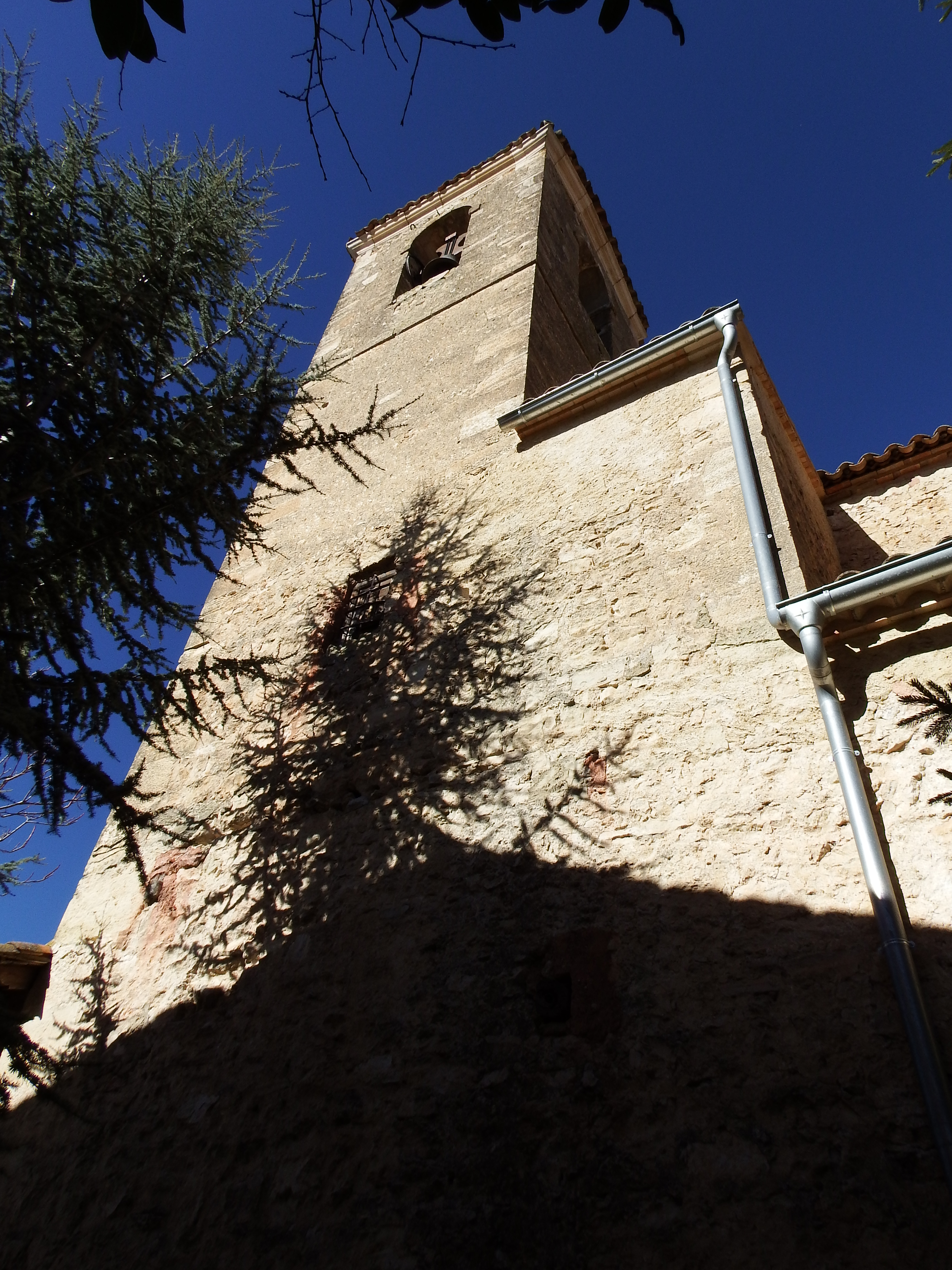
Laurentiuskirche
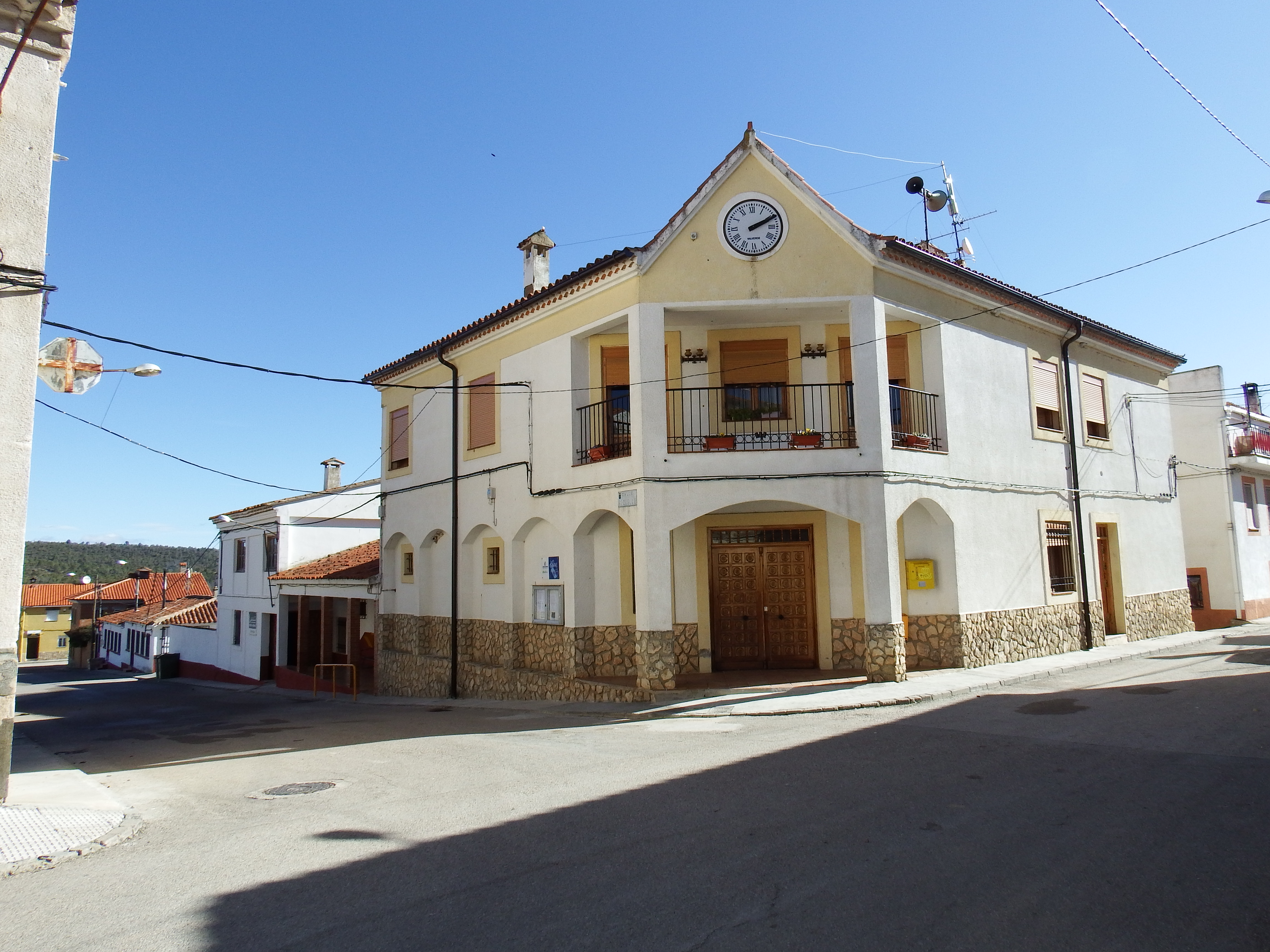
Rathaus

- Laurentiuskirche
- Rathaus